# Liman (Azerbaigian)
Liman (già Port İliç) è un comune dell'Azerbaigian situato nel distretto di Lənkəran.
Conta circa 11 000 abitanti secondo i dati del 2013.